# Четтри, Бир Бахадур
Бир Бахадур Четтри (англ. Bir Bahadur Chettri, 7 сентября 1955) — индийский хоккеист (хоккей на траве), вратарь. Олимпийский чемпион 1980 года.

## Биография
Бир Бахадур Четтри родился 7 сентября 1955 года.
Играл в хоккей на траве за Бенгалию.
В 1976 году вошёл в состав сборной Индии по хоккею на траве на летних Олимпийских играх в Монреале и завоевал золотую медаль. Играл на позиции вратаря, провёл 5 матчей, пропустил 4 мяча (три от сборной ФРГ, один — от Австралии).
В 1980 году вошёл в состав сборной Индии по хоккею на траве на летних Олимпийских играх в Москве и завоевал золотую медаль. Играл на позиции вратаря, провёл 6 матчей, пропустил 9 мячей (пять от сборной Испании, по два — от Польши и СССР).